# ヤマハ・YZF-R6
YZF-R6(ワイゼットエフ アールシックス)は、2024年まで(公道向け市販車は2020年まで)ヤマハ発動機が製造発売していた輸出市場(主に欧州市場)向け4ストローク599ccのオートバイ(大型自動二輪車)である。

## 概要
1998年のインターモト98(ドイツ・ケルン)で発表され、翌1999年に登場した600ccクラスのスーパースポーツ(以下:SS)が、YZF-R6である。前年には兄貴分と言えるYZF-R1がデビューしており、コンパクトなシャシーにハイパワーエンジンというR1同様の設計思想を600ccクラスの特性に合わせたマシンとしての登場だった。前身モデルは、サンダーキャットことYZF600R。シャシーのコンパクトさは、サンダーキャット比で25ミリ短縮されたホイールベースからも明らかだった。
YZF-R6はプロジェクトリーダーこそYZF-R1と同じ三輪邦彦だったがR1/R6ではそれぞれのチームが存在。お互い積極的な知識共有や交流は特にせず、R6チームとしては「70%が楽しめるのがR1ならR6は100%だ」とR1チームに対し対抗心を燃やしながら開発された。
FZ600から始まりヤマハの600ccクラスのミドルSSの代表として、ホンダ・カワサキ・スズキと競い、国内・海外ともにファンの多いバイクではあったが、600ccミドルSSのブームが下火になったことや、EURO5規制準拠に伴う費用との兼ね合いもあり2021年のR6 RACEモデルを除き、公道向けYZF-R6は登場から21年目でその歴史に一旦幕を閉じ、欧州ではスーパースポーツ世界選手権のレギュレーション改定の結果、レースベース車としての役割も24年限りで終了し、YZF-R9にその座を譲った。

## モデル一覧

### RJ03(1999年-2002年)
5EB型(1999年)
実質的にはYZF600Rサンダーキャットの後継車種ではあったものの、設計初期の段階から「YZF-Rシリーズ」のバイクということで、他メーカーの600ccクラスというより、YZF-R1を打ち負かすマシンを作るという思想で設計され、1998年のインターモト98(第1回国際オートバイ・スクーター専門見本市)で発表、その後1998年末に発売。
市場にインパクトを与える事に主眼を置き、「1リッター(あたり)200馬力」というスペックをプロジェクトリーダーとなる三輪邦彦が拘った結果、R1よりも先にラムエア加圧機構を搭載し、4バルブDOHC4気筒エンジンをデルタボックスIIフレームに搭載した上で、TPS(加速ポンプ)付きΦ37mmCVRDキャブレターを搭載。結果として目標のリッターあたり200馬力を達成し、ライバル車種を大きく引き離す120馬力を発揮した形でデビューを飾った。
またR1にはできないスタイリングを作るべくフレームレイアウトも徹底的に煮詰めて600ccならではのスリムさを表現。股の下、胸の下に全てが収まってしまうようなタイトな乗車感を実現し、完成度の高いスタイリングを手に入れた。
1997年から開催されているスーパースポーツ世界選手権では2000年にチャンピオンマシンになり、欧州市場における600ccクラスミドルスポーツマシンの市場開拓に貢献した。
5GV型(2000年)
エンジン内部パーツを改良。シフトフィールも向上された。
5MT型(2001年-2002年)
初のマイナーチェンジモデル。エンジンではコンロッド長やエンジン腰上、ピストン形状の変更などを行った。市販二輪車初のLEDテールランプを採用するなどの軽量化。スペックとしては1kg減に留まっているものの細部が大幅に見直されていた。

### RJ05(2003年-2005年)
5SL型
これまではキャブレター式だったものが、インジェクションを新採用。開発目標は更なるコーナリング性能の向上とエキサイティングなエンジン性能の具現化。当時の実験担当によると新設計エンジンについては試作機が完成し実験を開始したところ、どこまでも軽やかに突き抜けるどころか回せば回しただけ性能が出たものだから興奮してアクセルを緩める事ができず、結局クランクを突き破るまで(コンロッドが折損するまで)回してしまい１基ダメにしてしまったと言った逸話もあった。
またボディにおいてはヤマハ独自で研究・開発したCFアルミダイキャスト技術を初めて用いたメインフレームとスイングアームを搭載。エンジンについても約9割の部品を新設計し、メッキシリンダーや二重管チタンなど現代でこそハイエンドモデルでは当たり前となっている技術を惜しみなく採用していた。

### RJ11(2006年-2016年)
2C0型(2006年-2007年)
『マス・フォーワード・ムーブメントとミニマムイメージ』をキーワードとして性能の進化を反映した「サイドパネル上端とタンク天面の造形がフロントへ向かう躍動感、そしてフロントの接地感を視覚化する造形デザイン」は、YZF-R6のアイデンティティを強烈に感じさせる特徴となっている。
エンジンのディメンションが刷新され、67.0mm×42.5mmに変更。5SL型から比較し、ストロークが44.5mmから42.5mmになり、ショートストローク化によりただでさえ高回転型だったのが更に高回転型な味付けになった。なお、このボア・ストローク値はCBR600F4とF4i、CBR600RRと共通の数値である。チタン材の強度特性を活かしたヘッド廻りの設計と幅の増大を抑えたシリンダーによりコンパクト化を促進し、最適化された燃焼室形状と1:12.8の高圧縮比を実現している。
コーナー進入時に一気にシフトダウンする様な場面で、マシンの挙動をより安定させ、滑らかなコーナー進入性を引き出すスリッパークラッチを標準装備。
吸気系ではMotoGPマシンのYZR-M1で実績を上げていたツインインジェクター方式のフュエルインジェクション(FI)と市販量産二輪車初の電子制御スロットル、YCC-T(Yamaha Chip Controlled Throttle）を採用。
600ccスポーツモデル初のまた排気管内の排気脈動を制御して吸排気効率アップを図るEXUP(エグザップ)を装備。軽量チタン材によるEXUPボディは4本のエキパイが集合した部分にEXUPバルブ1枚を設けるコンパクト設計としている。
フレームやフロントフォーク、リアスイングアームに高い剛性バランスが図られ、2008年モデルではマグネシウム合金製リアフレームをそれぞれ量産二輪車としては世界で初めて採用するなど先進技術を積極的に投入していた。
17,500回転を巡る米国での騒動(2006年)
RJ11初年度の販売プロモーションでは17,500回転まで回るエンジンという事を大体的にプロモートされていたが、実際にユーザーが購入したバイクをシャーシダイナモに載せて回転数を計測したところ、16,000回転付近でレブリミッターが発動している事が発覚。このことからタコメーター上では17,500回転までは回っているような演出になっているが、実際のエンジンは16,000回転付近までしか回っていない可能性があるという声が購入ユーザーから上がった。これに対し、オートバイ関連のニュースを取り扱う「motorcycledaily.com」というメディアの担当から米国ヤマハの広報担当に正式な見解を求めたところ、2006年式のR6についてはレッドラインに「1,000回転以上のズレがある」との回答があった。また日本のヤマハ発動機としても、バイク全般として回転系の計器の精度により誤差が生じるのは一般的ではあるが、新型R6についてはこの誤差が非常に大きいため17,500回転まで回るエンジンの訴求は取り下げることを決意。これに伴い、ヤマハ側より2006年式のR6購入者に対し、エンジン回転数について不満がある場合は買戻しをする旨の手紙が出される騒動に繋がった。
13S型(2008年-2010年)
外観の変更は特に無いが、リアフレームには量産二輪初の一体鋳造型マグネシウム合金を採用。剛性バランスの最適化によりマス集中化を実現。
エンジンは新型ピストンを使って1:13.1とさらなる高圧縮比を達成。
2007年型YZF-R1にも採用された回転数とスロットル開度に応じてエアファンネル長を切り替える可変式エアファンネルYCC-I(Yamaha Chip Controlled Intake)を採用することにより、中低速トルク向上させつつも高回転域での一層のパワーアップ。
またこのマイナーチェンジから、アナログタコメーターの6,000回転にあたる部分に赤字でR6と印字されるようになった。
1JS型(2011年-2013年)
逆逆輸入車規制(並行輸入自動車審査制度)が厳しくなった事からか日本では2010年の13Sモデルを最後に逆輸入車の正規取扱(プレスト扱い)が終了という事態になり、1JS/2CX型については別の並行輸入業者を経由して入手する必要があった。
2012年にはヤマハのロードレース世界選手権参戦50周年を記念したスペシャルカラーも設定。
2CX型(2014年-2016年)
最終型の2CXではロゴが一足先に新型(BN6)にも採用されている新しいフォントの「R6」になっていた。

### RJ274(2017年-2020年)
BN6型
2016年10月に北米で2017年3月より発売を開始する事を発表。同年に開催されたミラノショーにてレース用車両がお披露目としてデビューされた。日本においても2017年3月に導入が決定。過去同様、逆輸入車販売専門店のプレストコーポレーションにて発注を入れて納車する段取りとなっていた。
デザイン上の変更点としては2015年にアップデートされたR1を踏襲し、RシリーズのDNAを感じさせるホリゾンタルなシルエット、独特な形状のエアマネジメントカウル＆ポジション＋ヘッドライト、アッパーカウル正面のM字ダクト、個性的なテールカウル＆テールライトなどのディテールを取り込んでいる。他にもライト類は全てLED化、ウィンカーはミラー内蔵型になるなど、当時のトレンドをデザインに組み入れている。また裏話として本来、デザインについて先代モデルは「死ぬほどかっこいい」と高く評価されており、「デザインは変えなくていい」という声が社内ではあったが、開発メンバーは逆にそれで火がつき、10年ぶりにモデルチェンジするR6を「必ず先代を超えるデザインにしよう」と意気込む。「凄みをまとった未来感」をキーワードに、生命感のあるフェイスデザインを目指し、漫画家の藤田和日郎が『うしおととら』で描いた、白面の者の凄みをモチーフにしたら、今までにないものを生み出せるのではないか？ と話し合い、R6の眼のデザインに取り入れることになった。
エンジン構造については598ccの水冷直列4気筒と基本的に先代と同じではあるが、EURO4の規制対応による影響で118ps まで最大出力は低下。最大馬力・トルクの発生ポイントも下がっているため、低速域でのトルク感が若干増え、乗りやすい方向へエンジン特性がシフトされた。またシフトアップのみ対応のQSS(クイックシフトシステム) が標準装備となったことで、シフトロッドにも専用のセンサーが取り付けられている。
フレームは先代同様、アルミ製ダイヤモンドフレームのデルタボックスIIとなっており、シートフレームも先代から引き継いだマグネシウム製を新開発し、約20mmスリム化されている。また燃料タンクもR1同様アルミ製となっており、タンクだけでも1.2kgの軽量化がされている。
サスペンションに至ってはこれまでのφ41mm径インナーチューブから、R1と同じくφ43mm径インナーチューブのKYB製倒立式フォークを装備し、R1と同じくフォークトップでプリロードと減衰の調節が可能。
ブレーキはABSが標準装備となった他、フロントブレーキにはR1と共通の外径320mmディスクローターを装備し、先代R6から10mm大径化されており、キャリパーもモノブロック4ピストン・2ポット対向型キャリパー(アルミピストン)とNISSIN製ラジアルマスタシリンダで強化されている。フロントホイールはR1と同じものが装備されているが、あくまで廉価版のR1Sと同じものになるためマグネシウム製ではなく一般的なアルミニウム製となる。リア周りにはTCS(トラクションコントロールシステム)用に速度検出用のセンサーローターが追加されている。
電子制御ではTCSが標準装備となり、左ハンドルに設置されているボタンの上下によりトラコンの介入度を6段階(1～6)で調整可能。また電子スロットル化に伴い、出力モードの切り替えも可能となり、右ハンドルにあるレバーを左に押し込むことによりを3段階のモード(A・STD・B)をサイクルしながらアクセルレスポンスを切り替えることが可能となっている。
アルミ製のガソリンタンク、φ43mmのフロントフォーク、320mmのブレーキディスクなど色々と当時現行のR1から豪華なアイテムを譲り受けていたが、メーターだけは旧型R1のものが装備されているためフルTFT液晶ではく過去R6同様、アナログタコメーター＋多機能液晶パネル構成。タコメーターにおける「6,000」の部分に「R6」と印字されているのも2008年以降のRJ11と同様の演出となっている。
YZF-R6 20th Anniversary
Rシリーズのデザインを手掛ける「GKダイナミックス」が2017年にモデルチェンジされたYZF-R6をベースに初代モデル(1999年モデル)にグラフィックデザインを施したモデル。2019年6月28日までの期間でプレストコーポレーションの特設サイトにて1台限定で抽選受付を実施。当選した場合、購入金額は通常のBN6型R6と同じ156万円(税込み)
それ以外でも2019年6月8日、スポーツランドSUGOで行われたYZF-Rオーナーズミーティングでプレストコーポレーション取扱のYZF-R6(2017年モデル以降)を購入し、現在も乗っている者だけを対象に1名限定で「YZF-R6 20th Anniversary」特別仕様車の外装セットを抽選でプレゼントする企画が行われた。
2020年で市販モデルは販売終了となり、2021年以降は競技用モデルとして販売が継続されているが、欧州ではスーパースポーツ世界選手権のレギュレーション改定の結果、25年からMT-09のエンジンをベースとするYZF-R9にその座を譲り、2024年限りで役目を終えた。
YZF-R6 レースベース車(2018年～)
2018年モデルから公道で走行可能な通常版の他に、R6をサーキットで走らせることしか考えていないユーザ向けに、ロードレース競技およびサーキット走行専用モデルYZF-R6レースベース車も用意されており、市販モデルが販売終了した2020年以降も継続販売。色はマットブラックのみとなり、価格は年々変化している。尚、国土交通省の型式認定を受けていないため、ナンバープレートの取得ができず、保証(クレーム)の対象外製品となる。

2018-2019年モデル：1,188,0000円（税込）
2020年モデル：1,210,000円（税込）
2021-2022年モデル：1,243,000円（税込）
2023年モデル：1,287,000円（税込）

YZF-R6  GYTR(2022年)
R6 GYTR(Genuine Yamaha Technology Racing)キットが標準装備されたモデルで欧州向けに販売。R6 RACE同様、レースベース車両となるため公道走行は不可。価格は日本円換算で200万円。
以下、R6 GYTRキットの内訳
エンジン
・アクラポビッチ製競技用マフラー、AISプラグセット、クイックシフター(アップ)
電子系
・GYTR-ECU、ワイヤーハーネス、PCインターフェース用ケーブル、GYTR ABSエミュレーター
駆動系
・15/46T 520スプロケット、GYTR 520チェーン、フロントスプロケット用ロックナット
シャーシ
・GYTRレーシングタンクキャップ、ステンレスブレーキラインセット、オン／オフスイッチ、シャークフィン リアスプロケットガード、削り出しブレーキレバーガード、レーシングリアセット、逆シフトキット、リアスタンドフック、Rシリーズ リアスタンド
外装
・プライマーホワイト 外装キット
・GYTR レース用シート

遍歴

## 諸元
| モデル         | 1999年/2000年                    | 2001年/2002年                    | 2003年/2004年                    | 2005年                                     | 2006年/2007年                                               | 2008年                                           | 2010年                                     |
| -------------- | -------------------------------- | -------------------------------- | -------------------------------- | ------------------------------------------ | ----------------------------------------------------------- | ------------------------------------------------ | ------------------------------------------ |
| エンジン       | 水冷・4ストローク・DOHC・4バルブ | 水冷・4ストローク・DOHC・4バルブ | 水冷・4ストローク・DOHC・4バルブ | 水冷・4ストローク・DOHC・4バルブ           | 水冷・4ストローク・DOHC・4バルブ                            | 水冷・4ストローク・DOHC・4バルブ                 | 水冷・4ストローク・DOHC・4バルブ           |
| 気筒配列数     | 並列4気筒                        | 並列4気筒                        | 並列4気筒                        | 並列4気筒                                  | 並列4気筒                                                   | 並列4気筒                                        | 並列4気筒                                  |
| 総排気量       | 600cm3                           | 600cm3                           | 600cm3                           | 599cm3                                     | 599cm3                                                      | 599cm3                                           | 599cm3                                     |
| 最高出力       | 88.2kW(120ps)/13,000rpm          | 88.2kW(120ps)/13,000rpm          | 86.0kW(117ps)/13,000rpm          | 88.2kW(120ps)/13,000rpm                    | 93.4kW(127ps)/14,500rpm                                     | 94.9kW(129ps)/14,500rpm                          | 91.0kW (123.7PS)/14,500 rpm                |
| 最大トルク     | (6.95kgfm)/11,500rpm             | 68.1Nm(6.94kgfm)/11,500rpm       | 66.4Nm(6.78kgfm)/12,000rpm       | 66.4Nm(6.78kgfm)/12,000rpm                 | 66Nm(6.7kgfm)/12,000rpm                                     | 65.8Nm(6.65kgfm)/11,000rpm                       | 65.7Nm (6.7kgfm)/10,500 rpm                |
| 全長           | 2,025mm                          | 2,025mm                          | 2,025mm                          | 2,045mm                                    | 2,040mm                                                     | 2,040mm                                          | 2,040mm                                    |
| 全幅           | 690mm                            | 690mm                            | 690mm                            | 690mm                                      | 700mm                                                       | 705mm                                            | 705mm                                      |
| 全高           | 1,105mm                          | 1,105mm                          | 1,105mm                          | 1,090mm                                    | 1,100mm                                                     | 1,100mm                                          | 1,100mm                                    |
| シート高       | 820mm                            | 820mm                            | 820mm                            | 830mm                                      | 850mm                                                       | 850mm                                            | 850mm                                      |
| 乾燥重量       | 169kg                            | 169kg                            | 162kg                            | 163kg                                      | 161-162kg                                                   | 166kg                                            |                                            |
| 乗車定員       | 2人                              | 2人                              | 2人                              | 2人                                        | 2人                                                         | 2人                                              | 2人                                        |
| 燃料タンク容量 | 17L                              | 17L                              | 17L                              | 17L                                        | 17.5L                                                       | 17.3L                                            | 17.0L                                      |
| タイヤサイズ   | 前:120/60-ZR17 後:180/55-ZR17    | 前:120/60-ZR17 後:180/55-ZR17    | 前:120/60-ZR17 後:180/55-ZR17    | 前:120/70-ZR17M/C 58W 後:180/55-ZR17/C 73W | 前:120/70-ZR17M/C 58W 後:180/55-ZR17/C 73W                  | 前:120/70-ZR17M/C 58W 後:180/55-ZR17/C 73W       | 前:120/70-ZR17M/C 58W 後:180/55-ZR17/C 73W |
| 始動方式       | セル式                           | セル式                           | セル式                           | セル式                                     | セル式                                                      | セル式                                           | セル式                                     |
| 備考           | 初代モデル                       | LED式のテールライトを最初に導入  | フルモデルチェンジ               | マイナーチェンジ 倒立式フォーク採用        | フルモデルチェンジ 量産オートバイ初の電子制御スロットル採用 | 量産オートバイ初のマグネシウム製リアフレーム採用 |                                            |
| 出典           | [ 11 ]                           | [ 12 ]                           | [ 13 ]                           | [ 14 ]                                     | [ 10 ]                                                      | [ 15 ]                                           | [ 16 ]                                     |

## 画像

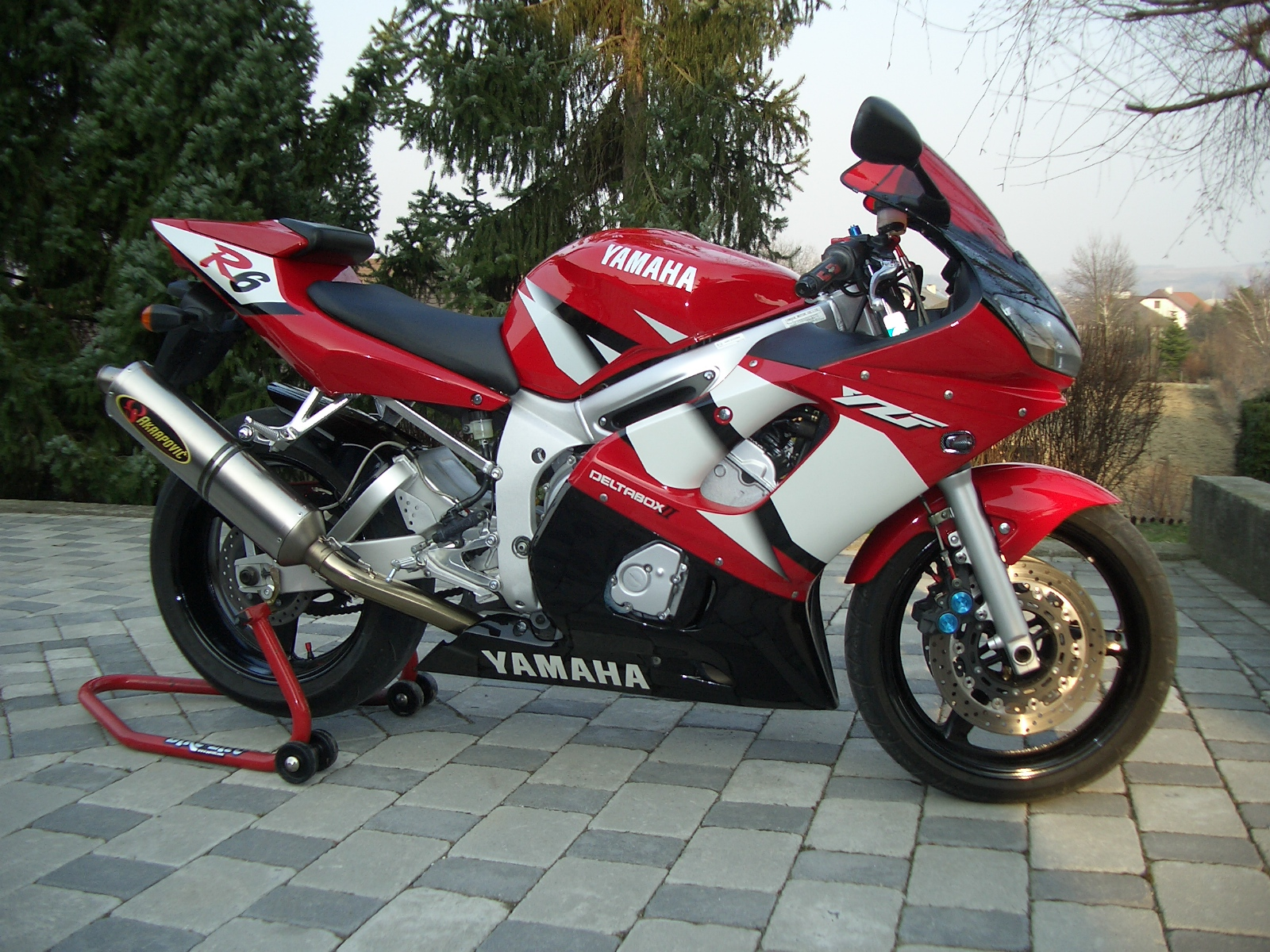
2002年式・側面
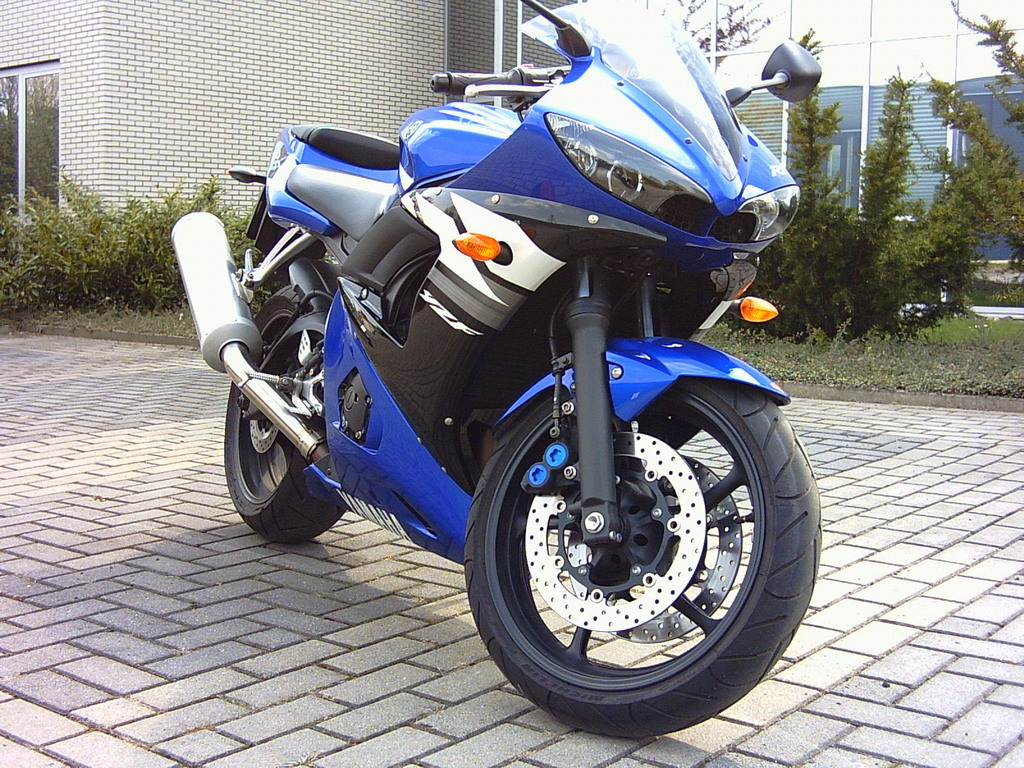
2003年式・前面
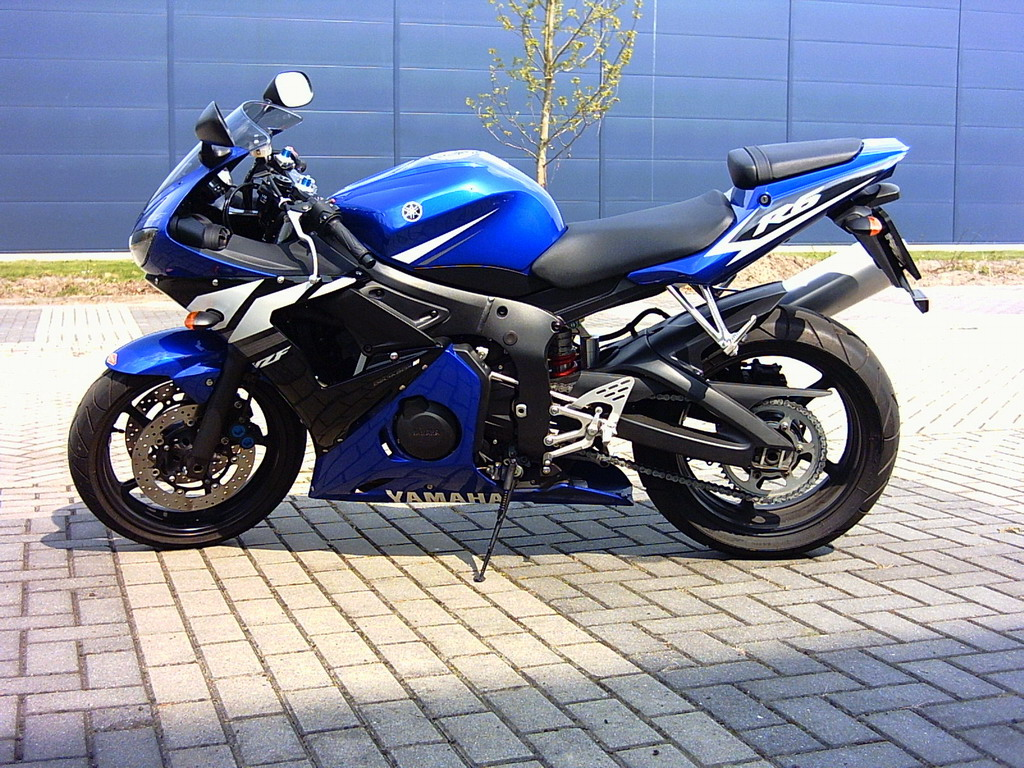
2003年式・側面
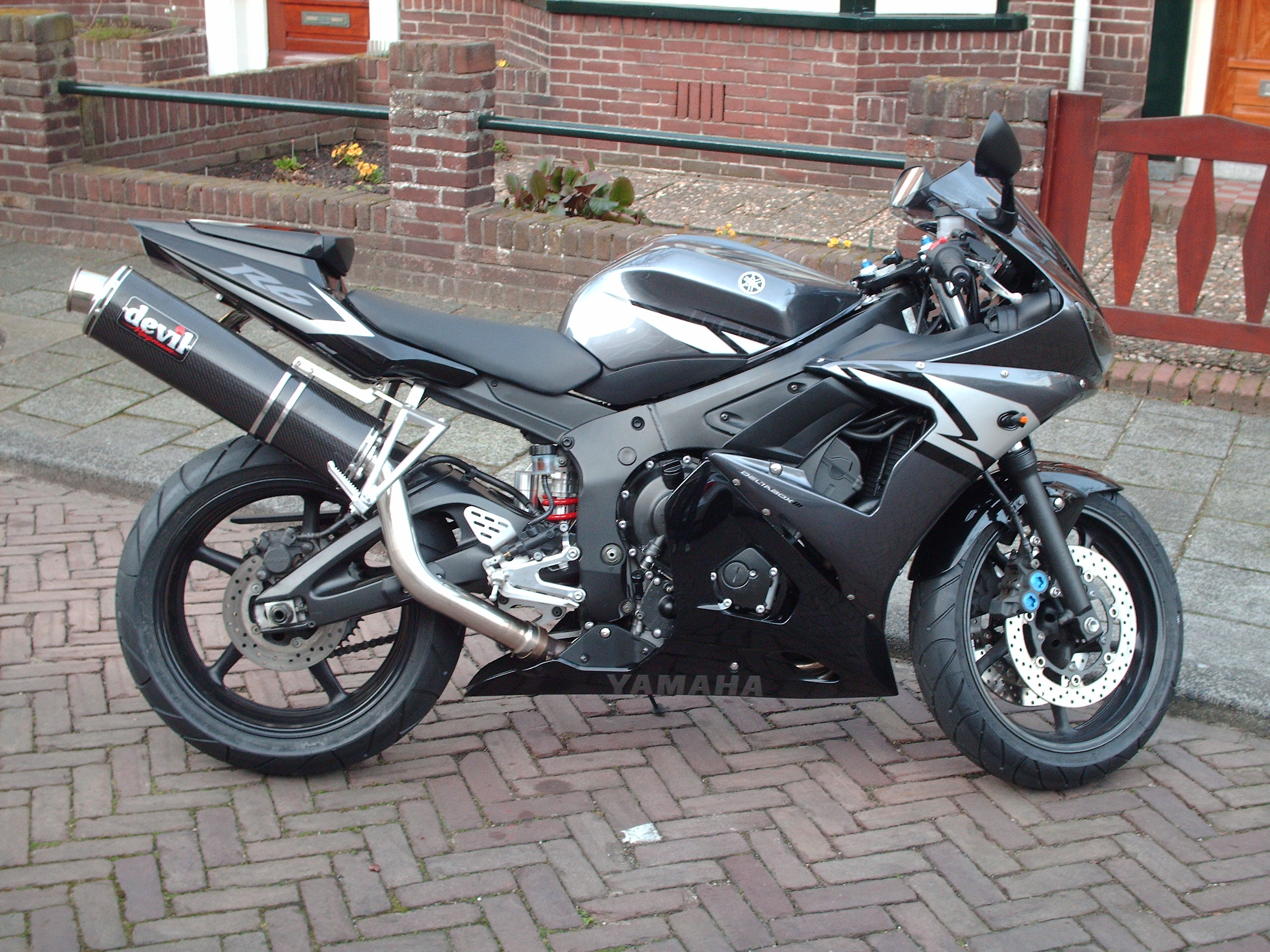
2004年式
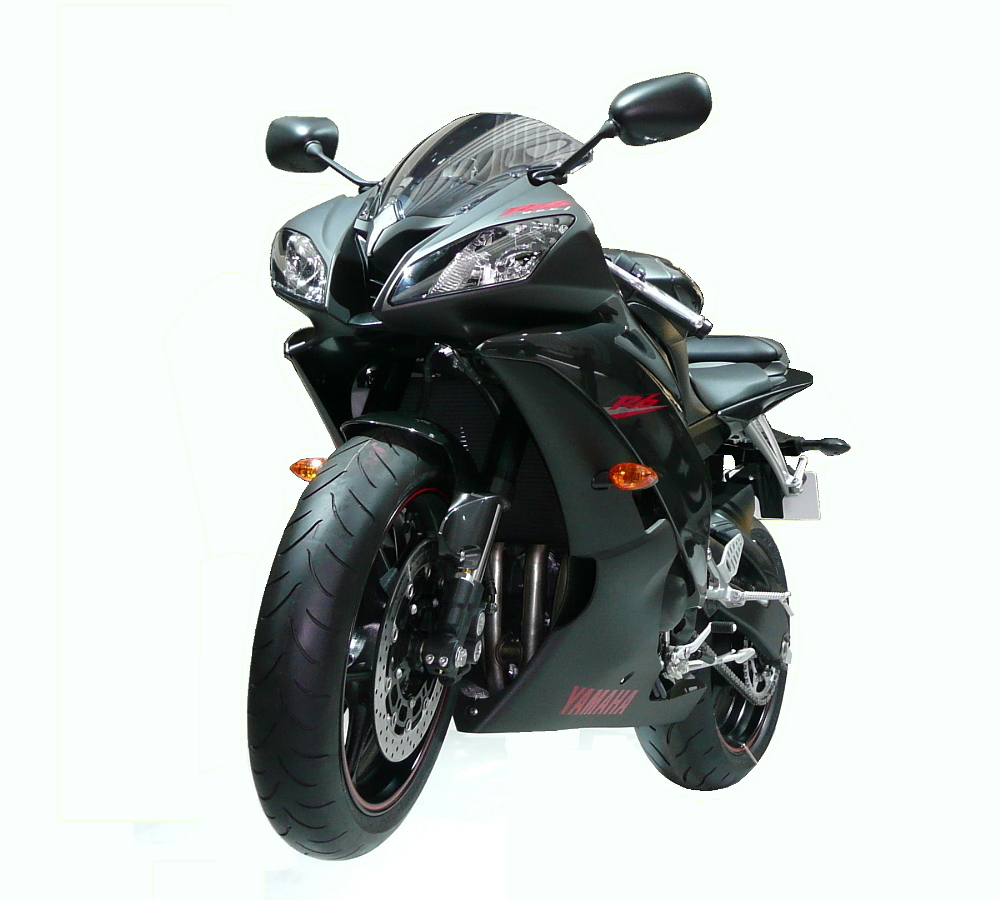
2008年式
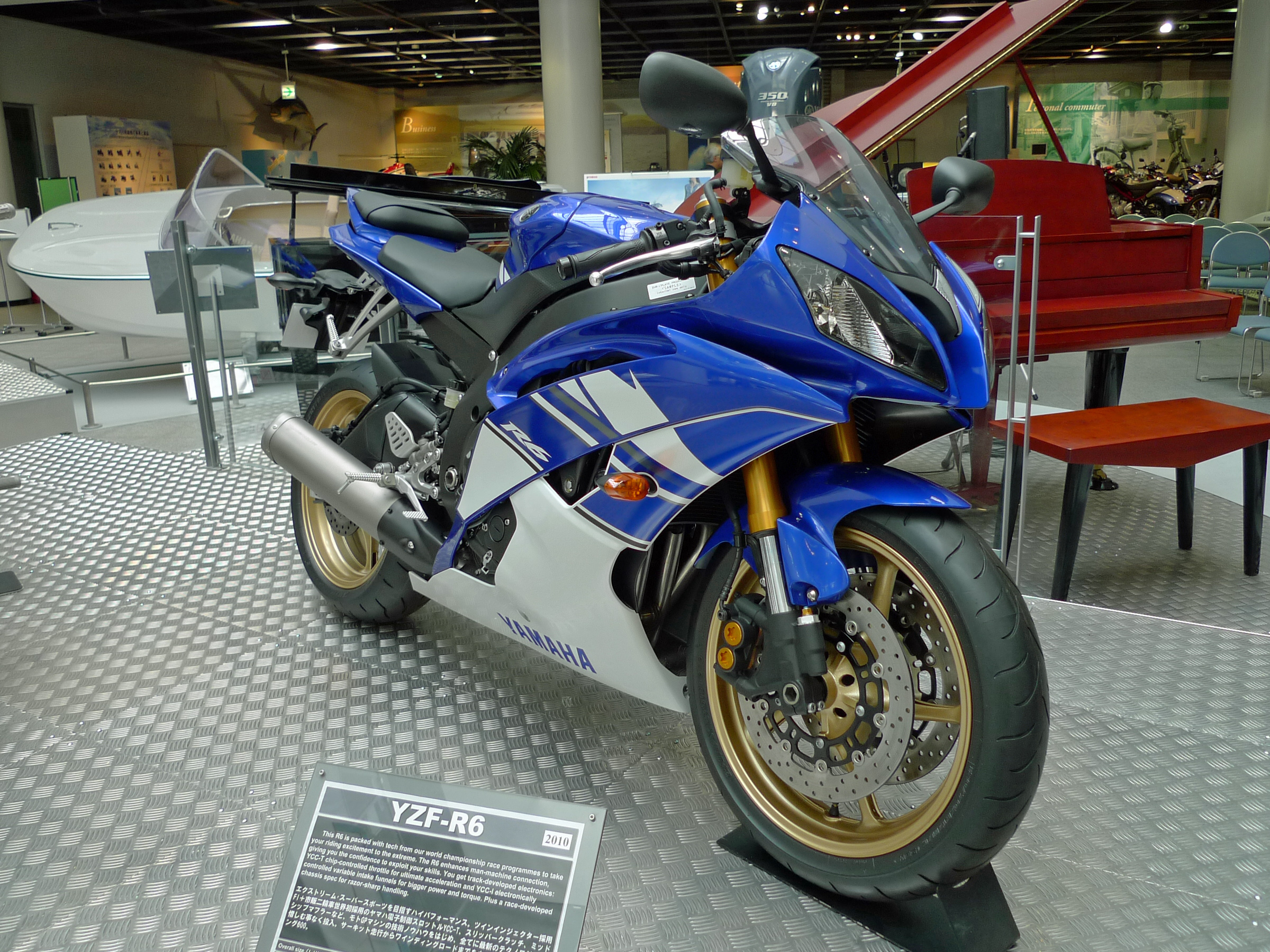
2010年式

## 関連車種
- ヤマハ・YZF-R
- ヤマハ・YZF-R1
- ヤマハ・YZF-R9
- ヤマハ・YZF-R7
- ヤマハ・YZF-R25/R3
- ヤマハ・YZF-R15
- ヤマハ・YZF-R125